# Pseudophyx eurrhoa
Pseudophyx eurrhoa là một loài bướm đêm trong họ Noctuidae.